# Eliurus antsingy
Eliurus antsingy is een zoogdier uit de familie van de Nesomyidae. De wetenschappelijke naam van de soort werd voor het eerst geldig gepubliceerd door Carleton, Goodman & Rakotondravony in 2001.

## Voorkomen
De soort komt voor in Madagaskar.